# 咕噜黎拉巴
咕噜黎拉巴（梵文：[Lilapa] 错误：{{Lang}}：语言标签：ISAT 无法识别（帮助）），古印度人，佛教人士。佛教八十四大成就者之一。
咕噜黎拉巴早年为瑜伽士，走到印度南方，恰遇一王国国王。国王问其行脚流浪是否感觉疲累，其回答道，并不感觉疲累，反而觉得国王因为有失去王位的恐惧。国王请求供养，并求教禅修。后咕噜黎拉巴帮助国王进入惟一心性的三摩地，并获得许多神通功德。咕噜黎拉巴证得即使不放弃世俗欢乐，仍然可以得到解脱。最后咕噜黎拉巴到达卡雀净土。